# Mago (Insel)
Mago, auch Mango, ist eine Insel vulkanischen Ursprungs, die im Norden der zu Fidschi gehörenden Lau-Inseln liegt. Die 22 km² große Insel ist eine der größten Privatinseln des Pazifiks. Das Eiland liegt rund 20 km südwestlich von Vanua Balavu, auf das die meisten ursprünglichen Einwohner während des neunzehnten Jahrhunderts vertrieben wurden, 15 km südlich von Kanacea sowie 24 km nordöstlich von Cicia. Die Insel erreicht eine Höhe von 204 Metern über dem Meer.

## Geschichte

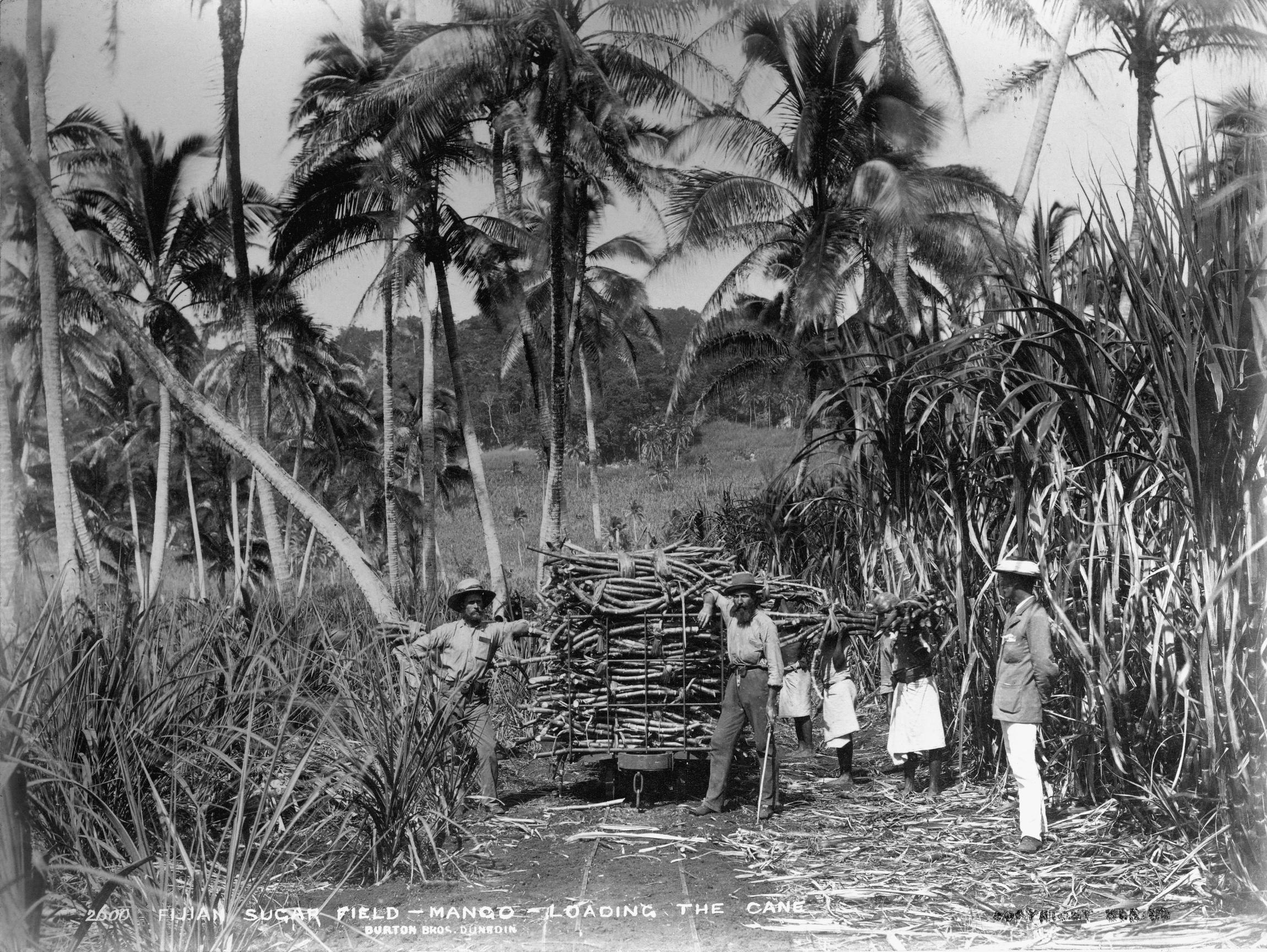
Zuckerrohrernte auf Mago (1884)

Mitte des neunzehnten Jahrhunderts wurde auf der Insel eine Baumwollplantage angelegt und die ansässige melanesische Bevölkerung vertrieben. 1884 wurde auf Mago mit Hilfe von indischen Arbeitern Zuckerrohr angebaut und in einer Mühle verarbeitet, die aber bereits 1895 wieder abgebaut wurde, um eine größere Mühle auf einer Nachbarinsel zu ergänzen. Nachdem auch der Zuckerrohranbau unrentabel wurde, begannen die neuen Besitzer des Eilands mit der Produktion von Kopra, die sich als längerfristig profitabel erweisen sollte. So schenkte die Eigentümerfamilie Borron der Regierung von Fidschi ein Hotel in Suva, das heute als Gästehaus für Staatsgäste genutzt wird.

## Heute
2005 wurde die Insel vom Hollywoodstar Mel Gibson von der japanischen Verkehrsgesellschaft Tōkyū Dentetsu gekauft. Heute wird nur in geringem Umfang Ackerbau von den wenigen hier noch lebenden Fidschi-Indern betrieben. 
Auf der Insel gibt es ein kleines, unbefestigtes Flugfeld mit einer 1100 Meter langen Start- und Landebahn.